# Rhynchonelle

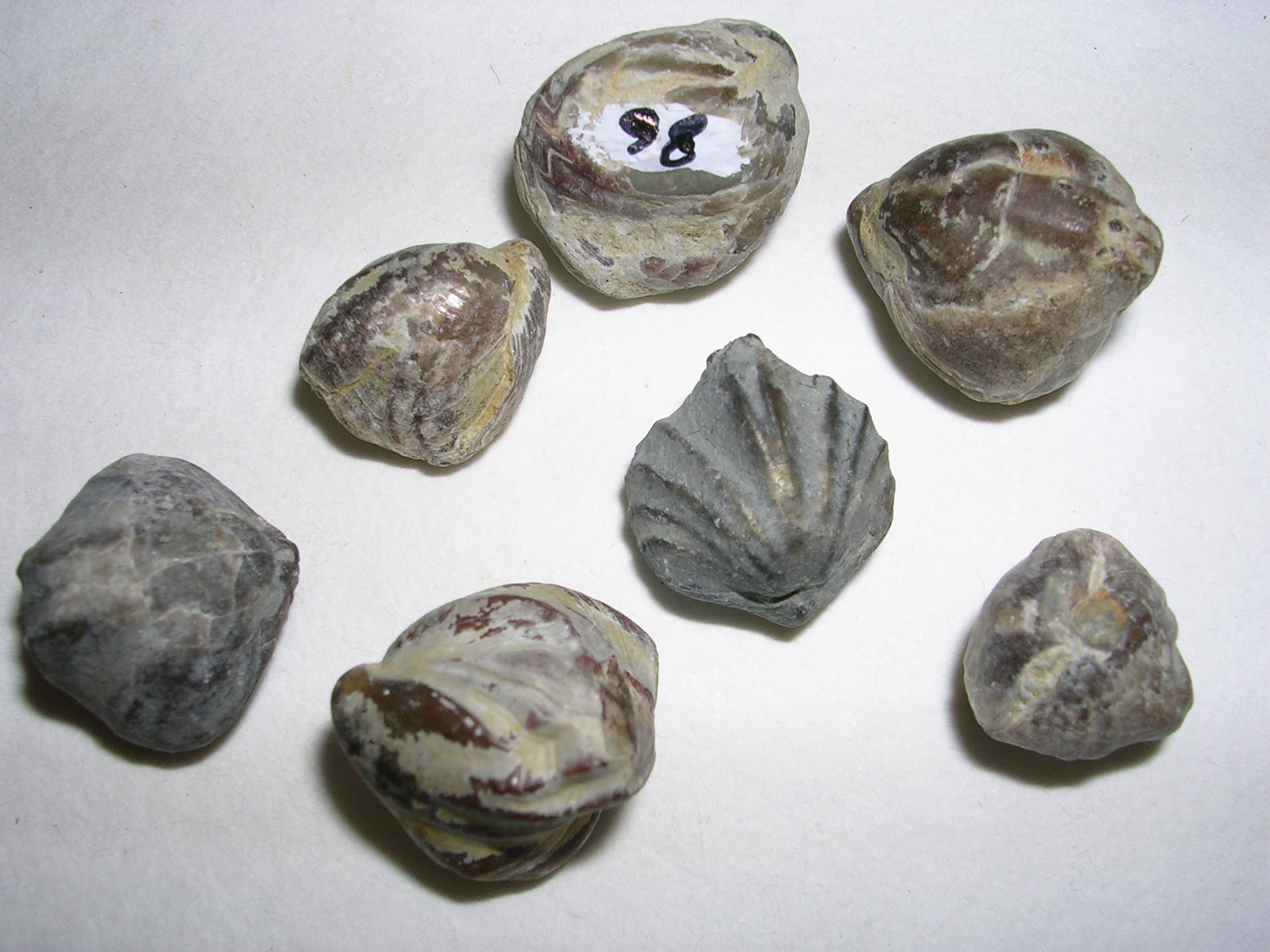
Quelques rhynchonelles du Jurassique de Villaviciosa de Tajuña (Espagne)

Les rhynchonelles sont des brachiopodes fossiles marins fixés. Ils sont reconnaissables à leur coquille à section en zigzag, ce qui les distingue notamment des térébratules.

## Étymologie
Le mot français rhynchonelle est la francisation du terme Rhynchonella, forgé en 1809 par un naturaliste allemand[Qui ?] à partir du grec ῥύγχος / rhúnkhos, « groin, bec, museau ».

## Synonyme
- Eurhynchonella Leidhold, 1920[2]

## Liste des sous-genres et espèces
Selon BioLib (31 mars 2020) :
- Rhynchonella arolica (Oppel, 1865) †
- Rhynchonella inaurita (Sandberger & Sandberger, 1856) †

Selon Paleobiology Database (31 mars 2020) :
- sous-genre Rhynchonella (Stegerhynchus)
- Rhynchonella acanthica
- Rhynchonella acuminata
- Rhynchonella acutiloba
- Rhynchonella adrianensis
- Rhynchonella alontina
- Rhynchonella arcula
- Rhynchonella arthaberi
- Rhynchonella bajociana †
- Rhynchonella blackwelderi
- Rhynchonella bukowskii
- Rhynchonella cannabinaeformis
- Rhynchonella carapezzae
- Rhynchonella carinthiaca
- Rhynchonella chanum
- Rhynchonella cimbrica
- Rhynchonella concentrostriata
- Rhynchonella confinensis
- Rhynchonella corradii
- Rhynchonella cotilloni
- Rhynchonella curviceps
- Rhynchonella cynodon
- Rhynchonella decipiens
- Rhynchonella delecta
- Rhynchonella djeffarae
- Rhynchonella durangensis
- Rhynchonella edwardsi
- Rhynchonella eskiordensis
- Rhynchonella etalloni
- Rhynchonella exigua
- Rhynchonella farciens
- Rhynchonella fascilla
- Rhynchonella fuchsii
- Rhynchonella funiculata
- Rhynchonella girvaniensis
- Rhynchonella glossoides
- Rhynchonella granulum
- Rhynchonella hemicostata
- Rhynchonella illyrica
- Rhynchonella infirma
- Rhynchonella inflata
- Rhynchonella jukesi
- Rhynchonella kaminskii
- Rhynchonella kirchhoferi
- Rhynchonella kochigataniensis
- Rhynchonella krotovi
- Rhynchonella lacuna
- Rhynchonella laczkoi
- Rhynchonella langleti
- Rhynchonella laurinea
- Rhynchonella limbata
- Rhynchonella lingulata
- Rhynchonella linguligera
- Rhynchonella liostraca
- Rhynchonella loxia
- Rhynchonella loxiae
- Rhynchonella maudensis
- Rhynchonella mefaensis
- Rhynchonella minuta
- Rhynchonella miquihuanensis
- Rhynchonella misella
- Rhynchonella nakajimensis
- Rhynchonella nauniae
- Rhynchonella negrii
- Rhynchonella niobe
- Rhynchonella nitidula
- Rhynchonella obesula
- Rhynchonella obtusifrons
- Rhynchonella ordinaria
- Rhynchonella ottomana
- Rhynchonella parkhillensis
- Rhynchonella pastrovicchiana
- Rhynchonella patarena
- Rhynchonella paucicosta
- Rhynchonella pauciplicata
- Rhynchonella phaseolina
- Rhynchonella pichleri
- Rhynchonella pinguis
- Rhynchonella pironiana
- Rhynchonella pretiosa
- Rhynchonella pseudoazaisi
- Rhynchonella pseudopleurodon
- Rhynchonella psitacea
- Rhynchonella pupula
- Rhynchonella pyrenaei
- Rhynchonella repentina
- Rhynchonella richardsoni
- Rhynchonella rivelensis
- Rhynchonella rochei
- Rhynchonella rouillieri
- Rhynchonella royeri
- Rhynchonella salinasi
- Rhynchonella scalpellum
- Rhynchonella schucherti
- Rhynchonella semiplecta
- Rhynchonella sosiensis
- Rhynchonella speetonensis
- Rhynchonella steinbesi
- Rhynchonella subacuta
- Rhynchonella subangulifrons
- Rhynchonella subdecussata
- Rhynchonella subregilla
- Rhynchonella subrimkinensis
- Rhynchonella subrimosa
- Rhynchonella subvariabilis
- Rhynchonella tazerdunensis
- Rhynchonella tenuistriata
- Rhynchonella texana
- Rhynchonella timorensis
- Rhynchonella tooica
- Rhynchonella tremensis
- Rhynchonella tricostata
- Rhynchonella trilobata
- Rhynchonella triquetra
- Rhynchonella tscharkensis
- Rhynchonella varians
- Rhynchonella vicaria
- Rhynchonella vorobievensis
- Rhynchonella whiteana
- Rhynchonella whitneyi
- Rhynchonella wichmanni
- Rhynchonella withei